# Coccorchestes staregai
Coccorchestes staregai är en spindelart som beskrevs av Prószynski 1971. Coccorchestes staregai ingår i släktet Coccorchestes och familjen hoppspindlar. Inga underarter finns listade i Catalogue of Life.